# Lukáš Mareček
Lukáš Mareček (Ivančice, 17 april 1990) is een Tsjechische voetballer die als middenvelder speelt voor FK Teplice.

## Carrière
Lukáš Mareček begon op 6-jarige leeftijd bij de jeugd van voetbalclub Domašov-Říčky. De jonge middenvelder maakte na reeds één jaar de overstap naar 1. FC Brno, een club waarvan de A-ploeg in de hoogste afdeling van het Tsjechisch voetbal vertoeft. Bij 1. FC Brno doorliep Mareček de jeugdrangen alvorens in 2007 zijn opwachting te maken in de A-kern. De middenvelder debuteerde op 17 februari 2008 in een wedstrijd tegen FC Viktoria Pilsen. In geen tijd groeide hij onder leiding van trainer Petr Ulicný uit tot een vaste waarde in het elftal. Eind 2009 maakte RSC Anderlecht bekend dat de club interesse had in Mareček. Op 25 januari 2010 bevestigde zijn agent dat de jonge middenvelder naar RSC Anderlecht zou verhuizen.
Europees maakte hij zijn debuut op 3 augustus 2010 in de derde voorronde van de UEFA Champions League. Hij stond in de basis tijdens de wedstrijd tegen The New Saints FC. Tijdens het seizoen 2012/13 werd de Tsjech uitgeleend aan sc Heerenveen. In 2013 trok hij naar Sparta Praag, waar hij vijf seizoenen zou spelen. In 2018 tekende Mareček bij KSC Lokeren.

## Nationale ploeg
Mareček is al enkele jaren Tsjechisch jeugdinternational. In 2009 mocht hij mee naar het WK onder 20 jaar. Anderlechtspeler Ondřej Mazuch was aanvoerder van de selectie voor dat WK. Voordien maakte Mareček ook al deel uit van het nationale jeugdteam voor het EK onder 19 jaar.
In juni 2011 nam Mareček met Tsjechië deel aan het EK onder 21 jaar. Tsjechië haalde de halve finale en verloor nadien in de troostfinale met 1-0 van Wit-Rusland.
Na een uitlening aan Heerenveen (2012-2013) keert hij terug naar Tsjechië, meer bepaald naar Sparta Praag.

## Statistieken[1]
| Seizoen | Club            | # Comp. | Goals | # Beker | Goals | # Intern. | Goals | Competitie              |
| ------- | --------------- | ------- | ----- | ------- | ----- | --------- | ----- | ----------------------- |
| 2007/08 | 1. FC Brno      | 8       | 0     | 0       | 0     | 0         | 0     | 1. česká fotbalová liga |
| 2008/09 | 1. FC Brno      | 28      | 0     | 2       | 0     | 0         | 0     | 1. česká fotbalová liga |
| 2009/10 | 1. FC Brno      | 14      | 0     | 0       | 0     | 0         | 0     | 1. česká fotbalová liga |
| 2009/10 | RSC Anderlecht  | 2       | 0     | 0       | 0     | 0         | 0     | Jupiler Pro League      |
| 2010/11 | RSC Anderlecht  | 17      | 0     | 0       | 0     | 6         | 0     | Jupiler Pro League      |
| 2011/12 | RSC Anderlecht  | 9       | 0     | 2       | 0     | 5         | 0     | Jupiler Pro League      |
| 2012/13 | → sc Heerenveen | 30      | 2     | 3       | 0     | 0         | 0     | Eredivisie              |
| 2013/14 | Sparta Praag    | 15      | 0     | 0       | 0     | 0         | 0     | 1. česká fotbalová liga |
| 2014/15 | Sparta Praag    | 22      | 0     | 0       | 0     | 10        | 1     | 1. česká fotbalová liga |
| 2015/16 | Sparta Praag    | 28      | 1     | 5       | 0     | 16        | 1     | 1. česká fotbalová liga |
| 2016/17 | Sparta Praag    | 22      | 0     | 2       | 0     | 8         | 1     | 1. česká fotbalová liga |
| 2017/18 | Sparta Praag    | 13      | 0     | 2       | 0     | 2         | 0     | 1. česká fotbalová liga |
| 2017/18 | KSC Lokeren     | 14      | 1     | 0       | 0     | 0         | 0     | Jupiler Pro League      |
| 2018/19 | KSC Lokeren     | 20      | 2     | 2       | 0     | 0         | 0     | Jupiler Pro League      |
| Totaal  | Totaal          | 242     | 6     | 18      | 0     | 47        | 3     |                         |

## Palmares
| Nationaal            |    |            |
| Belgisch kampioen    | 2x | 2010, 2012 |
| Belgische Supercup   | 2x | 2010, 2012 |
| Tsjechisch kampioen  | 1x | 2014       |
| Tsjechische beker    | 1x | 2014       |
| Tsjechische Supercup | 1x | 2014       |